# سی‌جی انترتینمنت
سی‌جی انترتینمنت (به انگلیسی: CJ Entertainment، به کره‌ای: CJ 엔터테인먼트) یک شرکت کره‌ای تولید و توزیع فیلم زیر نظر سی‌جی ئی‌ان‌ام است. این شرکت به عنوان یک شرکت تولید فیلم، انتشارات فیلم، سرمایه گذاری و نمایشگاه فعالیت می‌کند.